# Aporosa bourdillonii
Aporosa bourdillonii är en emblikaväxtart som beskrevs av Otto Stapf.
Aporosa bourdillonii ingår i släktet Aporosa och familjen emblikaväxter. Inga underarter finns listade i Catalogue of Life.